# (31546) 1999 DP6
1999 DP6 (asteroide 31546) é um asteroide da cintura principal. Possui uma excentricidade de 0.12604520 e uma inclinação de 15.81737º.
Este asteroide foi descoberto no dia 20 de fevereiro de 1999 por LINEAR em Socorro.